# When a Man Loves

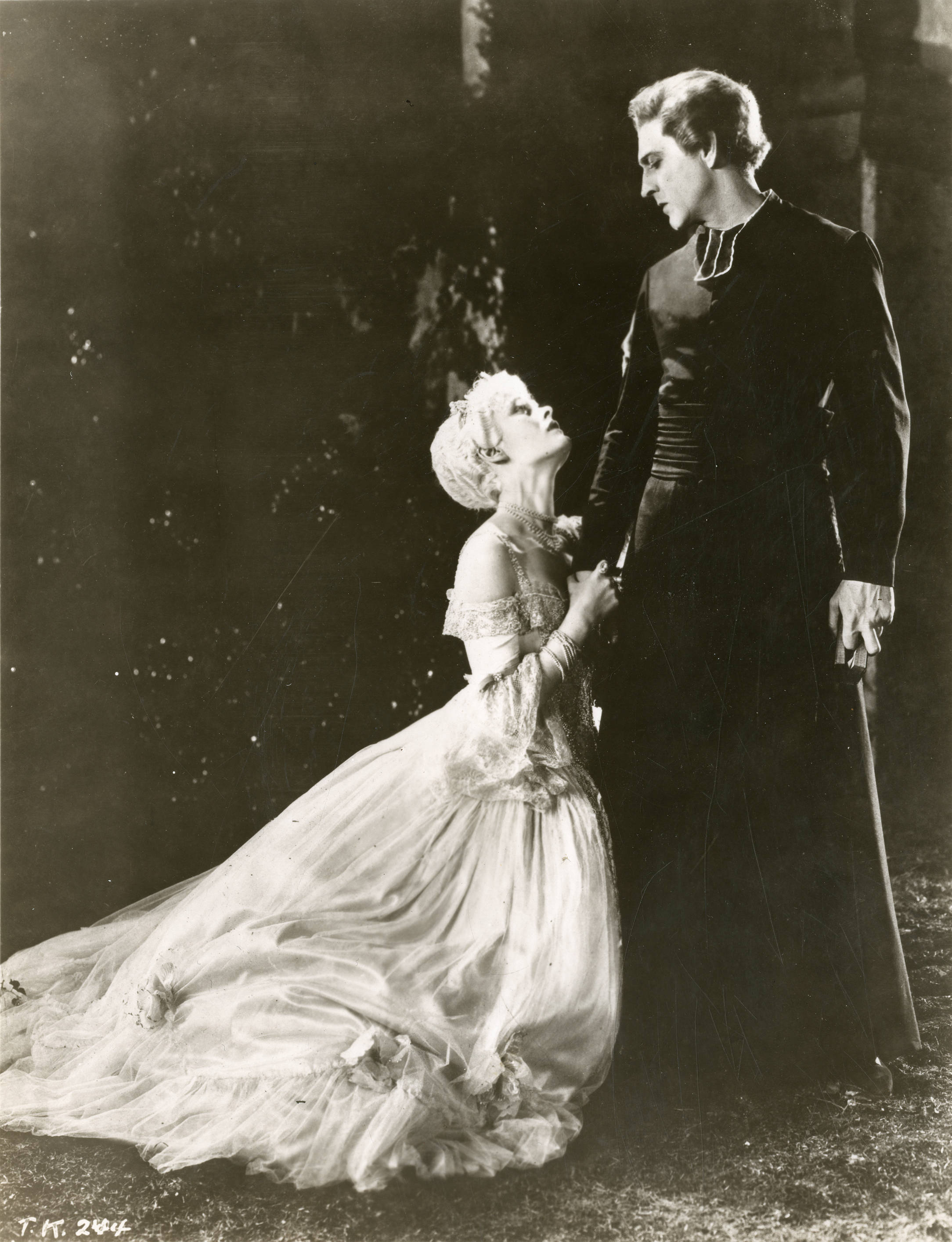
John Marrymore i Dolores Costello en un fotograma de la pel·lícula

When a Man Loves és una pel·lícula muda de la Warner Brothers amb música i efectes de so sincronitzats gravats amb el sistema Vitaphone dirigida per Alan Crosland i protagonitzada per John Barrymore i Dolores Costello. La pel·lícula, basada en la novel·la Manon Lescaut d'Antoine François Prévost (1731), inicialment s'havia de titular “Manon”. Es va estrenar el 3 de febrer de 1927.

## Argument
El cavaller Fabien des Grieux, un noble que estudia per ser sacerdot. Pel camí es troba en un hostal de la jove Manon Lescaut que es dirigeix a ingressar a un convent acompanyada del seu germà André i els dos s'enamoren un de l'altre. El Comte Guillot de Morfontaine també és a l'hostal i ofereix a André una suma de diners per Manon. Assabentant-se de l'acord, Fabien s'enduu al noia a Paris, on passen una setmana idíl·lica en unes golfes.
André els acaba trobant. També Jean Tiberge, l'amic de Fabien, que quan aquest no és a casa convenç Manon per a que l'abandoni ja que si no suposarà la seva ruïna. Quan Jean marxa, André aconsegueix que Manon marxi amb ell deixant una nota a Fabien en la que li explica que marxa per evitar que el detingui la policia. Manon és portada a casa del duc però aconsegueix escapar. Vagant per París és a punt de ser violada per un desvagat però en el darrer moment és salvada pel seu germà que l'ha retrobada. Al final acaba acceptant els favors del duc. Fabien, abatut veu que Manon ha esdevingut l'amant de Morfontaine i decideix prendre els vots. Un dia que com a seminarista és a l'església pregant apareix Manon i li demana que la perdoni, li explica que ha abandonat el duc i que només l'estima a ell. Ell decideix abandonar l'església i marxar amb ella.
Tots dos viuen una vida de luxe amb els diners del pare de Fabien. Aviat, però, veient que Fabien ha tornat amb Manon, decideix tallar-li l'assignació. El germà de Manon l'indueix a convertir-se en un trampós a les cartes per poder tenir els diners que tots els capricis de la noia requereixen. Mentrestant, Morfontaine prega al duc de Richelieu que demani ajuda al rei per reconquerir Manon. El rei es presenta una nit al saló de Richelieu on sap que Manon hi serà però, en veure-la, decideix que ha de ser seva. Obliga Fabien a jugar una partida de cartes contra ell jugant-s'hi Manon i guanya fent trampes. Fabien es baralla amb tothom per impedir que el rei s'emporti la noia i mata Morfontaine. El rei acaba canviant d'idea i s'ordena que Manon sigui deportada a la Louisianna per prostitució. Fabien acompanya Manon en el vaixell que la duu cap a Amèrica. Quan ja han salpat, el capità pretén violar Manon, però Fabien, després d'incitar els altres convictes a amotinar-se, pot escapar amb Manon a bord d'una petita barca.

## Repartiment
- John Barrymore (cavaller Fabien des Grieux)
- Dolores Costello (Manon Lescaut)
- Warner Oland (André Lescaut)
- Sam De Grasse (comte Guillot de Morfontaine)
- Holmes Herbert (Jean Tiberge)
- Stuart Holmes (Lluís XV, rei de França)
- Bertram Grassby (el duc de Richelieu)
- Tom Santschi (capità del vaixell de presos)
- Marcelle Corday (Marie, una criada)
- Charles Clary (germà llec)
- Templar Saxe (baró Chevral)
- Eugenie Besserer (patrona de les golfes)
- Rose Dione (Nana)
- Noble Johnson (desvagat)
- Tom Wilson (convicte en el vaixell)
- Myrna Loy (convicte en el vaixell)